# 393년

## 연호
- 동진(東晉) 태원(太元) 18년
- 고구려(高句麗) 영락(永樂) 3년
- 전진(前秦) 태초(太初) 8년
- 후연(後燕) 건흥(建興) 8년
- 서연(西燕) 중흥(中興) 8년
- 후진(後秦) 건초(建初) 8년
- 서진(西秦) 태초(太初) 6년
- 북위(北魏) 등국(登國) 8년
- 후량(後凉) 인가(麟嘉) 5년

## 기년
- 동진(東晉) 효무제(孝武帝) 21년
- 북위(北魏) 도무제(道武帝) 8년
- 신라(新羅) 내물 마립간(奈勿麻立干) 38년
- 고구려(高句麗) 광개토왕(廣開土王) 3년
- 백제(百濟) 아신왕(阿莘王) 2년

## 사건
고대 올림픽이 폐지되었다.